# John Klensin

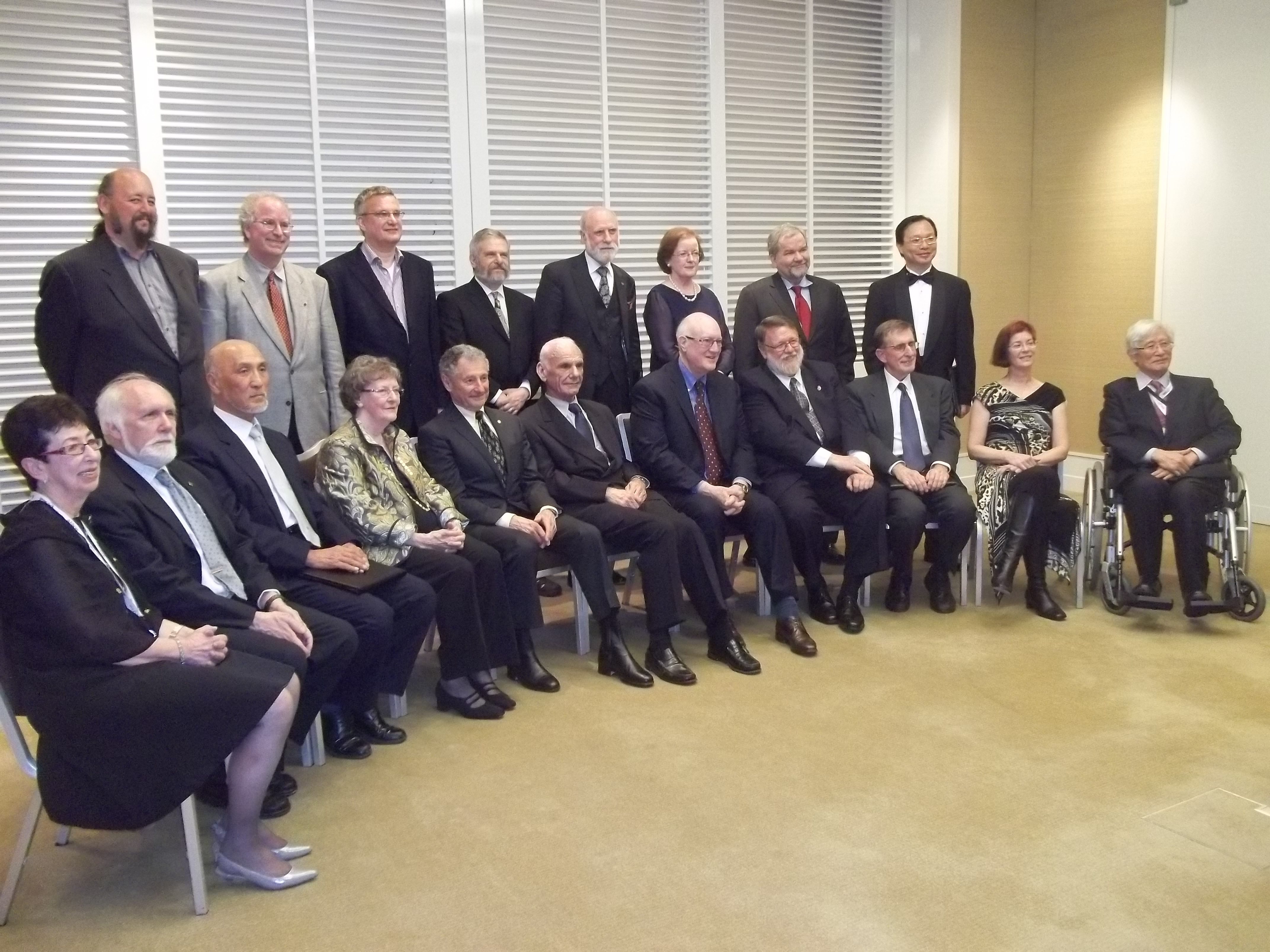
Les lauréats intronisées au Temple de la renommée d'Internet en 2012. John Klensin est le deuxième à partir de la gauche, assis.

John C. Klensin est un informaticien qui a participé activement aux questions liées au développement d'Internet,.

## Carrière
Klensin étudie les sciences politiques au Massachusetts Institute of Technology (Massachusetts Institute of Technology) où il obtient son doctorat en 1979. Au MIT, il travaille avec Joseph Carl Robnett Licklider et participe au développement de l'Arpanet. Klensin est chercheur principal au MIT pendant 30 ans, dont une période où il est coordinateur du projet INFOODS à l'Université des Nations unies. Il est ingénieur distingué chez MCI WorldCom et vice-président de l'architecture Internet chez AT&T. Il continue son activité comme consultant indépendant,.

## Recherche et développement

### Le projet Cambridge
Klensin participe au projet Cambridge, un projet de coopération en matière de gestion des données en sciences sociales qui se déroule au MIT, à Harvard et dans d'autres universités de 1969 à 1977. Dans le cadre de ce programme, John Klensin dirige le développement du système appelé Consistent System,, destiné aux  spécialistes des sciences sociales ; le système fonctionnait sous Multics.

### Internet
Klensin participe à l'élaboration de protocoles Internet dès 1969, lorsqu'il travaille sur le File Transfer Protocol.
En 1992, Randy Bush et John Klensin créent le Network Startup Resource Center pour faciliter les pays à établir des connexions avec FidoNet, UseNet et, lorsque cela était possible, Internet.

### IETF (Internet Engineering Task Force)
Klensin est auteur ou co-éditeur de 60 Request for comments (RFC) et il est directeur du domaine des applications de l'IETF de 1993 à 1995, membre du Internet Architecture Board de 1996 à 2002 et son président de 2000 à 2002. Il siège de nouveau au conseil d'administration de 2009 à 2011
Les RFC écrits ou édités par Klensin comprennent :
- SMTP (y compris RFC 4409 et RFC 5321),
- IDNA (y compris RFC 5890 et RFC 6055),
- Unicode (y compris RFC 5137 et RFC 5198) et aussi d'autres domaines
- CRAM-MD5 (RFC 2195) et les IETF Best Current Practice (RFC 3933).
- En mars 2011, 8BITMIME (RFC 6152) est publié en tant que STD 71.
- En novembre 2011, la soumission par courrier (RFC 6409) est publiée sous la référence STD 72.

Son travail d'internationalisation i18n comprend également un RFC de poisson d'avril en collaboration avec Harald Alvestrand (RFC 5242) et MIME en collaboration avec Ned Freed (RFC 4289).
Depuis 2011, Klensin est membre du comité éditorial des soumissions indépendantes du RFC

## Prix et distinctions
- 2003 - Prix du mérite INCITS[14].
- 2007 - Elu fellow de l'Association for Computing Machinery[15].
- 2012 - Intronisé au Temple de la renommée d'Internet par l'Internet Society[16].